# Paolo Fornaciari
Paolo Fornaciari (né le 2 février 1971 à Viareggio, Toscane) est un coureur cycliste italien, professionnel de 1993 à 2008.

## Biographie
Il arrête sa carrière à la fin de la saison 2008.

## Palmarès

### Palmarès amateur
- 1990
  -  Médaillé de bronze du championnat du monde militaire du contre-la-montre par équipes
- 1991
  - Giro del Casentino
  - Trophée Serafino Biagioni
  - Gran Premio CNA L'Artigianato Pistoiese
  - Gran Premio Ezio Del Rosso
- 1992
  - Florence-Empoli
  - Grand Prix Santa Rita
  - 3e du Gran Premio La Torre
  - 3e du Giro del Valdarno
  - 3e de Milan-Rapallo

### Palmarès professionnel
- 1993
  - 2e de Milan-Turin
- 1994
  - 10e étape du Herald Sun Tour
- 1995
  - 3e du Trophée Pantalica
- 1996
  - 2e du Grand Prix de la ville de Camaiore
- 1997
  - 2e du Grand Prix E3

## Résultats sur les grands tours

### Tour de France
5 participations
- 1996 : 79e
- 1997 : abandon (14e étape)
- 1998 : 90e
- 2001 : abandon (8e étape)
- 2003 : 112e

### Tour d'Italie
11 participations
- 1994 : 61e
- 1995 : abandon (8e étape)
- 1997 : 98e
- 1999 : 100e
- 2000 : 79e
- 2001 : 112e
- 2002 : 92e
- 2003 : 81e
- 2004 : 100e
- 2005 : 148e
- 2006 : 126e

### Tour d'Espagne
4 participations
- 1994 : 106e
- 1995 : 66e
- 2000 : 94e
- 2004 : 117e